# Musica italiana
La musica italiana è uno degli indicatori culturali dell'identità nazionale ed etnica italiana e occupa una posizione importante nella società e nella politica. L'innovazione musicale italiana, nella scala musicale, nell'armonia, nella notazione e nel teatro musicale, ha permesso lo sviluppo dell'opera, nel tardo XVI secolo, e gran parte della musica classica europea moderna, come la sinfonia, il concerto e la sonata, spaziando tra un ampio spettro di opere e musica strumentale classica e di musica popolare tratta sia da fonti locali che importate. L'influenza dell'Italia nella storia della musica è anche evidente nel glossario musicale internazionale, largamente composto da vocaboli italiani.
La musica popolare italiana è una parte importante del patrimonio musicale del paese e comprende una vasta gamma di stili regionali, strumenti e danze. La musica classica strumentale e vocale è una parte iconica dell'identità italiana, che spazia dalla musica colta sperimentale e dalle fusioni internazionali alla musica sinfonica e all'opera. L'opera è parte integrante della cultura musicale italiana ed è diventata un importante segmento della musica popolare. Anche la canzone napoletana e la tradizione dei cantautori sono popolari stili nazionali che costituiscono una parte importante dell'industria musicale italiana, accanto a generi importati come il jazz, il rock e l'hip hop degli Stati Uniti.

## Caratteristiche
La musica italiana è stata tenuta in grande considerazione nella storia e molte sue composizioni e derivati sono internazionalmente considerati di alta arte. Più che altri elementi della cultura italiana, la musica è generalmente eclettica, ma unica rispetto alla musica di altre nazioni. In quanto espressione artistica riguardante le masse, essa è ed è sempre stata scevra da fenomeni di protezionismo relazionati al mantenerla libera da influenze straniere, con l'unica eccezione del breve periodo relativo al regime fascista degli anni '20 e '30. I contributi storici alla musica del Paese sono una parte importante dell'orgoglio nazionale. La storia dell'Italia, specie quella che va dal Rinascimento in poi, comprende lo sviluppo di una tradizione operistica che si è gradualmente diffusa in tutto il mondo; sin da ben prima che sorgesse l'attuale Stato italiano unificato, gli italiani hanno contribuito a importanti innovazioni nella musica, tra le quali lo sviluppo della notazione musicale e del canto gregoriano, nonché la creazione dell'opera lirica.

### Identità sociale
L'Italia ha una forte identità nazionale espressa attraverso una cultura propria e peculiare, marcata da uno spiccato apprezzamento per la bellezza e l'emotività, e ciò è fortemente evidenziato nella sua musica. Le questioni culturali, politiche e sociali, in Italia, sono spesso espresse anche attraverso la musica. L'arte musicale è integralmente intessuta nell'identità sociale degli italiani, ma nessuno stile musicale viene considerato da essi come "tipico stile nazionale". Ad esempio, per ciò che concerne il folclore musicale, esso è vario, e presenta caratteristiche uniche e specifiche di una determinata regione o città, a seconda del luogo. Il lascito classico dell'Italia, tuttavia, è un punto significativo dell'identità del Paese, in particolare l'opera: i pezzi operistici tradizionali rimangono una parte popolare della musica e una componente integrale dell'identità nazionale. La produzione musicale dell'Italia rimane caratterizzata da "grande diversità e indipendenza creativa, con una ricca varietà di tipologie di espressione".
Con la crescente industrializzazione che accelerò nel corso del XX e XXI secolo, la società italiana si è gradualmente spostata da una base agricola a un centro urbano e industriale. Questo cambiamento ha indebolito la cultura tradizionale in molte parti della società; un processo simile si è verificato in altri paesi europei, ma a differenza di loro, l'Italia non ha avuto grandi iniziative per preservare le musiche tradizionali. L'immigrazione dal Nord Africa, dall'Asia e da altri paesi europei ha portato a un'ulteriore diversificazione della musica italiana. La musica tradizionale esisteva solo in piccole sacche, specialmente come parte di campagne dedicate a conservare le identità musicali locali.

### Politica
Musica e politica si intrecciano da secoli in Italia. Proprio come molte opere d'arte del Rinascimento italiano furono commissionate dai reali e dalla Chiesa Cattolica romana, molta musica fu parimenti composta sulla base di tali commissioni - musica di corte di sottofondo, musica per le incoronazioni, per la nascita di un erede reale, marce reali e altre occasioni. I compositori che si allontanavano correvano certi rischi. Tra i più noti di questi casi fu il compositore napoletano Domenico Cimarosa che compose l'inno repubblicano per la Repubblica napoletana del 1799 di breve durata. Quando cadde la repubblica, fu processato per tradimento insieme ad altri rivoluzionari. Cimarosa non fu giustiziato dalla monarchia restaurata, ma fu esiliato.
Anche la musica ha avuto un ruolo nell'unificazione della penisola. Durante questo periodo alcuni capi politici tentarono di usare la musica per forgiare un'identità culturale unificante. Un esempio è il coro "Va, pensiero" dall'opera di Giuseppe Verdi Nabucco. L'opera parla dell'antica Babilonia, ma il coro contiene la frase "O mia Patria", apparentemente sulla lotta degli israeliti, ma anche un riferimento sottilmente velato al destino di un'Italia non ancora unita; l'intero coro divenne l'inno non ufficiale del Risorgimento, la spinta a unificare l'Italia nel XIX secolo. Anche il nome di Verdi era sinonimo di unità italiana perché "Verdi" poteva essere letto come acronimo di Vittorio Emanuele Re d'Italia, il monarca sabaudo che alla fine divenne Vittorio Emanuele II, il primo re dell'Italia unita. Così "Viva Verdi" era un grido di battaglia per i patrioti e spesso appariva nelle scritte sui muri a Milano e in altre città in quello che allora faceva parte del territorio austro-ungarico. Verdi ebbe problemi con la censura prima dell'unificazione dell'Italia. La sua opera Un ballo in maschera era originariamente intitolata Gustavo III e fu presentata all'opera di San Carlo a Napoli, la capitale del Regno delle Due Sicilie, alla fine degli anni '50. I censori napoletani si opposero alla trama realistica sull'assassinio di Gustavo III, re di Svezia, nel 1790. Anche dopo che la trama fu cambiata, i censori napoletani la rifiutarono ancora.
Più tardi, nell'era fascista degli anni '20 e '30, si verificarono la censura governativa e l'interferenza con la musica, sebbene non su base sistematica. Esempi di spicco comprendono il noto manifesto anti-modernista del 1932 e la messa al bando dell'opera La favola del figlio cambiato di Gian Francesco Malipiero da parte di Mussolini, dopo un'esecuzione nel 1934. I mezzi di comunicazione musicali spesso criticavano la musica che veniva percepita come politicamente radicale o insufficientemente italiana. Gli organi di stampa generali, come l'Enciclopedia Moderna Italiana, tendevano a trattare compositori tradizionalmente favoriti come Giacomo Puccini e Pietro Mascagni con la stessa brevità di compositori e musicisti che non erano così favoriti: modernisti come Alfredo Casella e Ferruccio Busoni; cioè le voci dell'enciclopedia dell'epoca erano semplici elenchi di pietre miliari della carriera come composizioni e posizioni nell'insegnamento. Persino il direttore d'orchestra Arturo Toscanini, un dichiarato oppositore del fascismo, ottenne lo stesso trattamento neutro e distante senza menzionare affatto la sua posizione "anti-regime". Forse l'episodio di musica più conosciuto che si scontra con la politica coinvolge proprio Toscanini. Era stato costretto a lasciare la direzione musicale alla Scala di Milano nel 1929, perché rifiutò di iniziare ogni rappresentazione con la canzone fascista, "Giovinezza". Per questo insulto al regime fu attaccato e picchiato per strada fuori dall'opera di Bologna dopo un'esibizione nel 1931. Durante l'era fascista, la pressione politica ostacolò lo sviluppo della musica classica, sebbene la censura non fosse così sistematica come nella Germania nazista. Una serie di "leggi razziali" fu approvata nel 1938, negando così ai compositori e ai musicisti ebrei l'appartenenza ad associazioni professionali e artistiche. Sebbene in quel periodo non ci fosse stata una massiccia fuga di ebrei italiani dall'Italia (rispetto alla situazione in Germania), il compositore Mario Castelnuovo-Tedesco, un ebreo italiano, fu uno di quelli che emigrarono. Anche alcuni nemici non ebrei del regime emigrarono: Toscanini, per esempio.
Più recentemente, nella seconda metà del XX secolo, in particolare negli anni '70 e oltre, la musica è stata ulteriormente irretita dalla politica italiana. Una rinascita delle radici ha stimolato l'interesse per le tradizioni popolari, guidate da scrittori, collezionisti e artisti tradizionali. La destra politica in Italia ha visto questo radicarsi del revival con disprezzo, come prodotto delle "classi svantaggiate". La scena revivalista divenne così associata all'opposizione e divenne un veicolo per "protestare contro il capitalismo del libero mercato". Allo stesso modo, la scena della musica classica d'avanguardia fu associata e promossa dal Partito Comunista Italiano fin dagli anni '70, un cambiamento che può essere fatto risalire alle rivolte e alle proteste studentesche del 1968.

## Musica classica
L'Italia è stata a lungo un centro per la musica classica europea e all'inizio del XX secolo la musica classica italiana forgiò un suono nazionale peculiare decisamente romantico e melodico. Come è tipico delle opere di Giuseppe Verdi, era una musica in cui "...Le linee vocali dominano sempre il complesso tonale e non sono mai messe in secondo piano dagli accompagnamenti strumentali..." La musica classica italiana resistette allo "Juggernaut armonico tedesco" - cioè le dense armonie di Richard Wagner, Gustav Mahler e Richard Strauss. La musica italiana aveva anche poco in comune con la reazione francese a quella musica tedesca - l'impressionismo di Claude Debussy, ad esempio, in cui lo sviluppo melodico è in gran parte abbandonato per la creazione di uno stato d'animo e un'atmosfera attraverso i suoni dei singoli accordi.
La musica classica europea cambiò notevolmente nel XX secolo. La nuova musica abbandonò gran parte delle scuole storiche di armonia e melodia sviluppate a livello nazionale in favore della musica sperimentale, dell'atonalità, del minimalismo e della musica elettronica, le quali impiegano caratteristiche che sono diventate comuni alla musica europea in generale e non all'Italia in particolare. Questi cambiamenti hanno anche reso la musica classica meno accessibile a molte persone. Compositori importanti di questo periodo sono Ottorino Respighi, Ferruccio Busoni, Alfredo Casella, Gian Francesco Malipiero, Franco Alfano, Bruno Maderna, Luciano Berio, Luigi Nono, Sylvano Bussotti, Salvatore Sciarrino, Luigi Dallapiccola, Carlo Jachino, Gian Carlo Menotti, Jacopo Napoli e Goffredo Petrassi.

### Opera
L'opera ebbe origine in Italia alla fine del XVI secolo durante il periodo della Camerata fiorentina. Attraverso i secoli che seguirono le tradizioni operistiche si svilupparono a Napoli e Venezia; fiorirono le opere di Claudio Monteverdi, Alessandro Scarlatti, Giambattista Pergolesi e, più tardi, di Gioachino Rossini, Vincenzo Bellini e Gaetano Donizetti. L'opera è rimasta la forma musicale più strettamente legata alla musica italiana e all'identità italiana. Ciò fu più evidente nell'Ottocento attraverso le opere di Giuseppe Verdi, un'icona della cultura italiana e dell'unità pan-italiana. L'Italia mantenne una tradizione musicale operistica romantica agli inizi del XX secolo, esemplificata dai compositori della cosiddetta Giovane Scuola, la cui musica era ancorata nel secolo precedente, tra cui Arrigo Boito, Ruggero Leoncavallo, Pietro Mascagni e Francesco Cilea. Giacomo Puccini, che era un compositore verista, è stato descritto da Encyclopedia Britannica Online come l'uomo che "virtualmente ha portato alla fine la storia dell'opera italiana".
Dopo la prima guerra mondiale, tuttavia, l'opera decadde rispetto alle altezze popolari del XIX e primo XX secolo. Le cause comprendevano il generale allontanamento culturale dal romanticismo e l'ascesa del cinema, che divenne una delle principali fonti di intrattenimento. Una terza causa è il fatto che "l'internazionalismo" aveva portato l'opera italiana contemporanea in uno stato in cui non era più "italiana". Questa era l'opinione di almeno un eminente musicologo e critico italiano, Fausto Terrefranca che, in un opuscolo del 1912 intitolato Giacomo Puccini e l'opera internazionale, accusava Puccini di "affarismo" e di aver abbandonato le tradizioni italiane. L'opera romantica tradizionale era rimasta popolare; infatti l'editore d'opera dominante all'inizio del XX secolo fu Casa Ricordi, che si concentrò quasi esclusivamente sulle opere popolari fino agli anni '30, quando la compagnia autorizzò compositori più inusuali e meno attraenti. Anche l'ascesa di editori relativamente nuovi come Carisch e Suvini Zerboni contribuì ad alimentare la diversificazione dell'opera italiana. L'opera rimane una parte importante della cultura italiana; un rinnovato interesse per l'opera nei settori della società italiana ebbe inizio negli anni '80. Tra i compositori di questa epoca ricordiamo il noto Aldo Clementi e colleghi più giovani come Marco Tutino e Lorenzo Ferrero.

### Musica sacra
L'Italia, essendo una delle nazioni seminali del cattolicesimo, ha una lunga storia di musica per la Chiesa cattolica romana. Fino al 1800 circa era possibile ascoltare il canto gregoriano e la polifonia rinascimentale, come la musica di Palestrina, Lassus, Anerio e altri. Circa dal 1800 al 1900 circa fu un secolo durante il quale si udì un tipo di musica sacra più popolare, operistica e divertente, ad esclusione del canto e della polifonia sopra menzionati. Alla fine del XIX secolo il Movimento Ceciliano fu avviato da musicisti che combatterono per restaurare questa musica. Questo movimento ottenne slancio non in Italia ma in Germania, in particolare a Ratisbona. Il movimento raggiunse il suo apice intorno al 1900 con l'ascesa di Don Lorenzo Perosi e del suo sostenitore (e futuro santo), Papa Pio X. L'avvento del Vaticano II, tuttavia, quasi cancellò tutta la musica in lingua latina dalla Chiesa, sostituendola ancora una volta con uno stile più popolare.

### Musica strumentale
Il successo dell'opera nella musica italiana tende ad oscurare l'importante area della musica strumentale. Storicamente tale musica include la vasta gamma di musica strumentale sacra, concerti strumentali e musica orchestrale nelle opere di Andrea Gabrieli, Giovanni Gabrieli, Girolamo Frescobaldi, Arcangelo Corelli, Tomaso Albinoni, Antonio Vivaldi, Domenico Scarlatti, Luigi Boccherini, Muzio Clementi, Luigi Cherubini, Giovanni Battista Viotti e Niccolò Paganini. I compositori d'opera occasionalmente lavoravano in altre forme, per esempio il Quartetto in mi minore di Giuseppe Verdi. Anche Donizetti, il cui nome è identificato con l'inizio dell'opera lirica italiana, scrisse 18 quartetti d'archi. All'inizio del XX secolo la musica strumentale, dopo un periodo di crisi durato quasi un secolo, cominciò a crescere di importanza, un processo che iniziò intorno al 1904 con la Seconda Sinfonia di Giuseppe Martucci, un'opera che Gian Francesco Malipiero definì "il punto di partenza della rinascita della musica italiana non operistica". Diversi primi compositori di quest'epoca, come Leone Sinigaglia, usarono le tradizioni popolari autoctone.
L'inizio del XX secolo è segnato anche dalla presenza di un gruppo di compositori chiamato la generazione dell'ottanta (generazione del 1880), tra cui Franco Alfano, Alfredo Casella, Gian Francesco Malipiero, Ildebrando Pizzetti e Ottorino Respighi. Questi compositori, seguendo la strada intrapresa per primo dal già citato Martucci, di solito si concentravano sulla scrittura di opere strumentali, piuttosto che sull'opera. I membri di questa generazione furono le figure dominanti nella musica italiana dopo la morte di Puccini nel 1924, anno con il quale si tende ad indicare anche la fine della storia dell’opera italiana. Nuove organizzazioni sorsero per promuovere la musica italiana, come il Festival di Venezia della musica contemporanea e il Maggio Musicale Fiorentino. La fondazione di Guido Gatti del periodico Il Pianoforte e poi La rassegna musicale contribuirono anche a promuovere una visione più ampia della musica rispetto al clima politico e sociale consentito. È importante citare per quanto riguarda il Novecento la figura di Mario Castelnuovo-Tedesco, pianista e compositore ricordato come uno dei più importanti autori per chitarra classica del XX secolo. La maggior parte degli italiani, tuttavia, preferiva pezzi più tradizionali e normali consolidati e solo una piccola parte del pubblico cercava nuovi stili di musica classica sperimentale.
Florida è anche la scuola di strumentisti e direttori d’orchestra, che ha annoverato (ed annovera) alcuni tra i più importanti esecutori del Novecento; vanno ricordati, tra gli altri, Arturo Benedetti Michelangeli, il Quartetto italiano, I Musici, Salvatore Accardo, Maurizio Pollini, Uto Ughi, Aldo Ciccolini, Severino Gazzelloni, Arturo Toscanini, Mario Brunello, Ferruccio Busoni, Bruno Canino, Claudio Abbado, Carlo Maria Giulini, Oscar Ghiglia e Riccardo Muti.

### Balletto
I contributi italiani al balletto sono meno conosciuti e apprezzati rispetto ad altri settori della musica classica. L'Italia, in particolare Milano, era un centro del balletto di corte già nel XV secolo, influenzato dagli intrattenimenti comuni nelle celebrazioni reali e nei matrimoni aristocratici. I primi coreografi e compositori del balletto includono Fabritio Caroso e Cesare Negri. Lo stile del balletto noto come "spettacoli all'italiana", esportato in Francia dall'Italia, prese piede nel XVI secolo, e il primo balletto eseguito in Francia (1581), Ballet Comique de la Reine, fu coreografato da un italiano, Baldassare de Belgiojoso, meglio conosciuto dalla versione francese del suo nome, Balthasar de Beaujoyeulx. Il primo balletto era accompagnato da una considerevole strumentazione, con il suonare di corni, tromboni, tamburi, dulcimer, cornamuse, ecc. Sebbene la musica non sia sopravvissuta, si ipotizza che i ballerini, loro stessi, possano aver suonato gli strumenti sul palco. Poi, sulla scia della rivoluzione francese, l'Italia divenne di nuovo un centro di danza, in gran parte grazie agli sforzi di Salvatore Viganò, un coreografo che collaborò con alcuni dei più importanti compositori dell'epoca. Divenne maestro di danza alla Scala nel 1812. L'esempio più noto di balletto italiano del XIX secolo è probabilmente l'Excelsior, con musiche di Romualdo Marenco e coreografie di Luigi Manzotti. Fu composto nel 1881 ed è un grande tributo al progresso scientifico e industriale del XIX secolo. Viene ancora eseguito ed è stato messo in scena nel 2002.
Attualmente, i maggiori teatri d'opera italiani mantengono le compagnie di balletto. Esistono per fornire danze di scena e cerimoniali in molte opere, come Aida o La traviata. Queste compagnie di danza di solito mantengono una stagione di balletto separata ed eseguono il repertorio standard del balletto classico, di cui poco è italiano. L'equivalente italiano del Balletto Bol'šoj russo e compagnie simili che esistono solo per esibirsi nel balletto, indipendente da un teatro d'opera, è il Corpo di Ballo del Teatro alla Scala. Nel 1979 una moderna compagnia di danza, Aterballetto, fu fondata a Reggio Emilia da Vittorio Biagi.

### Musica sperimentale
La musica sperimentale è un campo ampio e vagamente definito che comprende musiche create dall'abbandono dei concetti classici tradizionali di melodia e armonia e utilizzando la nuova tecnologia dell'elettronica per creare suoni fino ad ora impossibili. In Italia, uno dei primi a dedicare la sua attenzione alla musica sperimentale è stato Ferruccio Busoni, la cui pubblicazione del 1907, Abbozzo di una Nuova Estetica della Musica, discuteva l'uso di nuovi suoni elettrici ed altri nella musica del futuro. Egli ha parlato della sua insoddisfazione per i vincoli della musica tradizionale:
Allo stesso modo Luigi Russolo, il pittore e compositore futurista italiano, scrisse delle possibilità della nuova musica nei suoi manifesti del 1913 L'arte dei rumori e La musica futurista. Inventò e costruì anche strumenti come gli intonarumori, principalmente percussioni, che furono usati in un precursore dello stile noto come musique concrète. Uno degli eventi più influenti nella musica del primo Novecento fu il ritorno di Alfredo Casella dalla Francia nel 1915; Casella fondò la Società Italiana di Musica Moderna, che promosse diversi compositori con stili disparati, che andavano dallo sperimentale al tradizionale. Dopo una disputa sul valore della musica sperimentale nel 1923, Casella formò la Corporazione delle Nuove Musiche per promuovere la musica sperimentale moderna.
Negli anni '50 Luciano Berio sperimentò con strumenti accompagnati da suoni elettronici su nastro. Nell'Italia moderna un'importante organizzazione che promuove la ricerca nell'avanguardia e nella musica elettronica è la CEMAT, la Federazione dei centri di musica elettroacustica italiana. Fu fondata nel 1996 a Roma ed è membro del CIME, la Confédération Internationale de Musique Electroacoustique. La CEMAT promuove le attività del progetto "Sonora", lanciato congiuntamente dal Dipartimento per le arti dello spettacolo, dal Ministero per gli affari culturali e dalla Direzione per le relazioni culturali del Ministero degli affari esteri con l'obiettivo di promuovere e diffondere la musica contemporanea italiana all'estero.

### Musica classica nella società
La musica classica italiana si sviluppò gradualmente più sperimentale e progressista verso la metà del XX secolo, mentre i gusti popolari avevano la tendenza ad attenersi a compositori e composizioni consolidate del passato. Il programma 2004-2005 al Teatro San Carlo di Napoli è tipico dell'Italia moderna: delle otto opere rappresentate, la più recente era di Puccini. Nella musica sinfonica, dei 26 compositori la cui musica fu suonata, 21 di loro erano del XIX secolo o precedenti, compositori che usano le melodie e le armonie tipiche dell'epoca romantica. Questa focalizzazione è comune ad altre tradizioni europee ed è noto come postmodernismo, una scuola di pensiero che si basa su precedenti concetti armonici e melodici che precedono le concezioni di atonalità e dissonanza. Questa attenzione ai compositori storici popolari ha contribuito a mantenere una presenza costante della musica classica in una larga parte della società italiana. Quando la musica fa parte di una mostra o di una riunione pubblica, viene spesso scelta da un repertorio molto eclettico che probabilmente comprende musica classica ben nota e la musica popolare.
Alcune opere recenti sono diventate parte del repertorio moderno, compresi spartiti e opere teatrali di compositori come Luciano Berio, Luigi Nono, Franco Donatoni e Sylvano Bussotti. Questi compositori non fanno parte di una scuola o di una tradizione distinte, sebbene condividano determinate tecniche e influenze. Negli anni '70 la musica classica d'avanguardia si era legata al Partito Comunista Italiano, mentre una rinascita di interesse popolare continuò nel decennio successivo, con fondazioni, festival e organizzazioni create per promuovere la musica moderna. Verso la fine del XX secolo, la sponsorizzazione governativa di istituzioni musicali cominciò a declinare e molti cori RAI e orchestre cittadine furono chiusi. Nonostante questo un certo numero di compositori ha guadagnato la fama internazionale all'inizio del XXI secolo.

## Musica tradizionale italiana
La musica tradizionale italiana ha una storia profonda e complessa. Anche a causa della tardiva unificazione nazionale, la musica tradizionale italiana, nei suoi tanti aspetti regionali e territoriali, non mostra un carattere omogeneo. Piuttosto, ogni regione e comunità possiede una tradizione musicale unica che riflette la storia, la lingua e le peculiarità socioculturali specifiche di quel determinato luogo. Queste tradizioni riflettono la posizione geografica dell'Italia nell'Europa meridionale e nel centro del Mar Mediterraneo. Le influenze musicali storiche relative all'antichità, come quelle celtiche, greco antiche e romane, lasciano spazio a quelle dettate dalla geografia italiana, che rispecchia le condizioni di un territorio 
peninsulare e insulare incastonato tra le Alpi, i Balcani e il Nord Africa, il quale presenta una combinazione di diversi stili musicali che coesistono in una stretta prossimità.
Gli stili del canto folcloristico italiano sono molto diversi e includono canzoni monofoniche, polifoniche e responsoriali, nonché musica corale, strumentale e vocale, tra vari altri stili. Il canto corale e le forme polifoniche delle canzoni si trovano principalmente nell'Italia settentrionale, mentre nel Mezzogiorno il canto solista è più comune e i gruppi solitamente usano il canto all'unisono in due o tre parti trascinate da un singolo esecutore. Il canto da ballata settentrionale è solitamente sillabico, con un ritmo rigoroso e testi particolarmente scanditi, mentre gli stili meridionali usano un tempo rubato e uno stile vocale commosso e agitato. I cantanti folclorici italiani sono soliti usare il dialetto della propria tradizione regionale: l'uso delle lingue regionali nella canzone popolare, in contrapposizione a quello della lingua italiana standard, è comune a tutta l'Italia, ciò contribuisce a far sì che vi sia poca percezione di un'unica tradizione popolare italiana, e al fatto che la musica popolare del Paese non sia mai divenuta un simbolo nazionale, rimanendo confinata all'ambito locale.

### Regioni

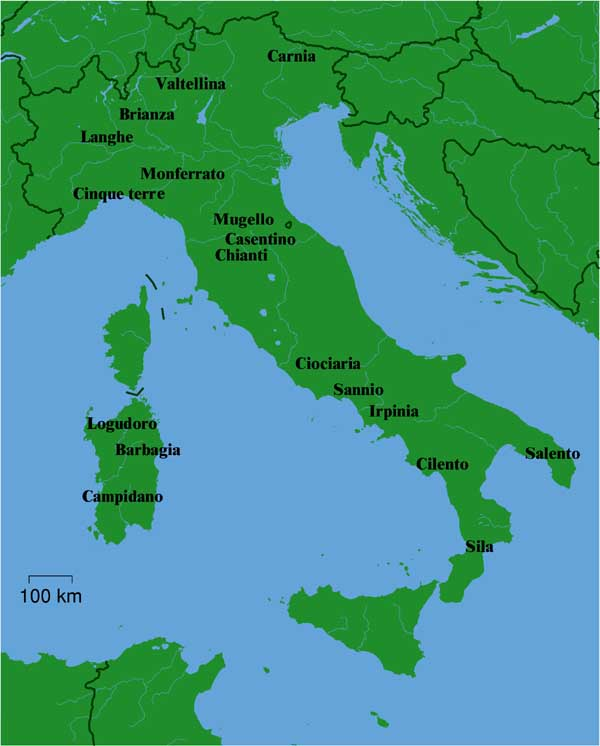
Alcuni nomi geografici comuni utilizzati come punti di riferimento in Italia.

La musica folclorica italiana è a volte divisa in diverse sfere di influenza geografica, spesso rappresentate da un sistema di classificazione composto da tre macroregioni: meridionale, centrale e settentrionale; quest'ultimo proposto da Alan Lomax nel 1956, e spesso ripetuto. Inoltre, Curt Sachs, proponeva l'esistenza di due tipi di musica popolare piuttosto distinti in Europa: continentale e mediterranea; dovuto a ciò, alcuni etnomusicologi, collocano la zona di transizione tra musica continentale e mediterranea all'incirca nell'Italia centro-settentrionale, e più nello specifico tra Pesaro e La Spezia. Le parti centrali, settentrionali e meridionali dello Stivale, condividono comunque determinate caratteristiche musicali, le quali, a loro volta, si distinguono dalla musica della Sardegna.

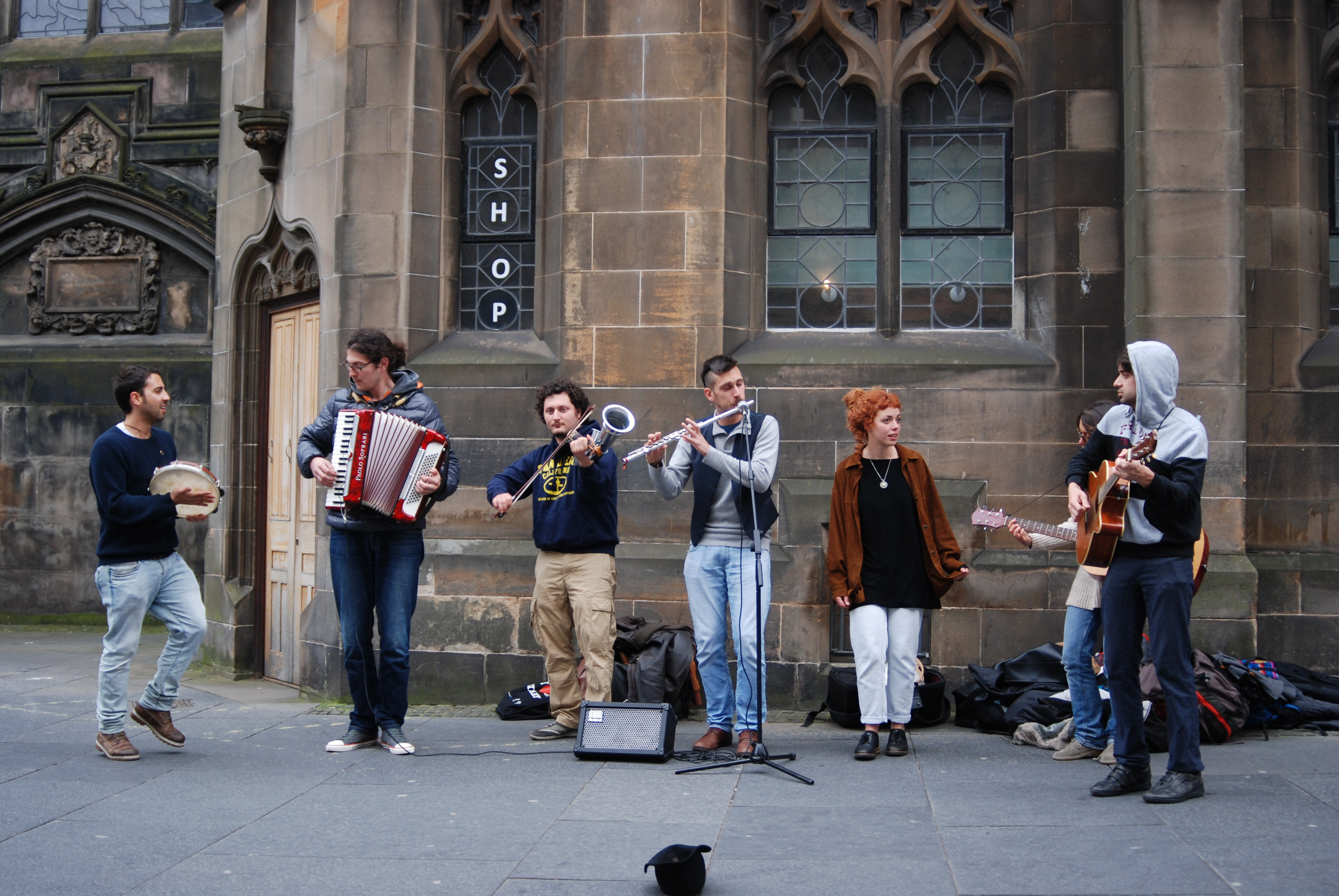
Musicisti folk italiani si esibiscono a Edimburgo

Nelle valli piemontesi e in alcune comunità liguri dell'Italia nord-occidentale, nonché, in minor misura, anche in Lombardia, la musica conserva influenze medievali relative all'antica Occitania. I testi dei trovatori occitani sono alcuni dei più antichi esempi giunti sino a noi di canzoni in volgare, e diversi gruppi folcloristici locali conservano e rendono contemporaneo questo genere musicale. Più in generale, la cultura musicale dell'Italia del nordovest, conserva caratteristiche dell'antica influenza celtica, le quali si evincono dall'uso di flauti a sei o sette fori (fiffaro) o da quello delle cornamuse (piva). La musica dell'Italia nord-orientale, e in particolar modo quella del Friuli-Venezia Giulia, presenta invece diverse influenze musicali mitteleuropee, tra le quali anche diverse varianti di valzer e di polka. Nello specifico del canto, le regioni dell'Italia settentrionale, condividono con alcune altre aree dell'Europa occidentale una particolare predilezione per le "ballate cantate" (denominate canto epico-lirico), nonché diverse varietà di canto corale. In queste aree, anche le ballate, solitamente pensate come un veicolo per una voce solista, possono essere cantate in cori. Nella provincia di Trento, per esempio, i "cori popolari" sono la forma più comune di espressione canora tradizionale.
Differenze musicali evidenti di tipo mediterraneo, tra le quali un maggiore uso del canto a intervallo parziale e una maggiore varietà di strumenti popolari, si riscontrano mano a mano che si discende lungo la 
penisola, nell'Italia centrale e meridionale, fino alla Sicilia. Le influenze celtiche, occitane e mitteleuropee, come le opere corali e le voci aperte dell'Italia settentrionale, scendendo verso sud, e in particolar modo dalla Campania e dalla Puglia in giù, cedono il passo a una spiccata monodia di tipo mediorientale, così come a influenze musicali balcaniche e nordafricane. In diverse parti della Puglia, per esempio, sono ancora presenti e radicati fenomeni musicali legati al tarantismo, spesso anche declinati in chiave contemporanea, così come, in specifiche aree quali la Grecìa salentina, il dialetto grico è comunemente usato nella canzone popolare. Molto presente, e declinata in differenti varianti in tutto il Meridione, è anche la tarantella, una danza ritmata largamente eseguita in tutto il sud Italia. La musica pugliese in generale, e la musica salentina in particolare, è stata ben studiata e documentata da svariati etnomusicologi, anche in epoca recente.
La musica della Sardegna è meglio conosciuta per il canto polifonico dei tenores, quest'ultimo inserito anche tra i patrimoni orali e immateriali dell'umanità dall'UNESCO, nel 2005. Il suono dei tenores richiama le radici del canto gregoriano, ed è simile, ma nettamente distinto, al trallalero ligure. Gli strumenti tipici includono le launeddas, un triplice flauto sardo utilizzato in modo sofisticato e complesso. Efisio Melis, per esempio, fu un noto suonatore di launeddas degli anni '30.

### Canzoni
Le canzoni popolari italiane includono ballate, canzoni liriche, ninne nanne e canzoni per bambini, canzoni di stagione basate su festività come il Natale, canzoni legate alla quotidianità che celebrano matrimoni, battesimi e altri eventi importanti, canzoni da ballo, canzoni legate alla pastorizia e canzoni professionali, relative a mestieri quali quelli legati alla pesca, all'agricoltura e alla vita militare. Le ballate (canti epico-lirici) e le canzoni liriche (canti lirico-monostrofici) sono due importanti categorie. Le ballate sono più comuni nell'Italia settentrionale, mentre le canzoni liriche prevalgono più a sud. Le ballate sono strettamente legate a quelle presenti in altre parti d'Europa, anche se declinate in chiave prettamente italiana, o italiana regionale. Altre tipologie di ballate italiane sono più esclusive della penisola, ed inesistenti altrove nella stessa forma. Le canzoni liriche sono una categoria diversa che consiste di ninne nanne, serenate e canti di lavoro, e sono spesso improvvisate anche se basate su un repertorio tradizionale.
Altre tradizioni della canzone popolare italiana sono meno comuni delle ballate e delle canzoni liriche. Strofiche e laude religiose (a volte in latino), sono ancora occasionalmente eseguite, e sono note anche canzoni epiche, specialmente quelle della celebrazione del maggio. I cantanti professionisti di sesso femminile eseguono nenie in uno stile simile a quelli di altre parti d'Europa. Lo jodel esiste nell'Italia settentrionale, sebbene sia più comunemente associato alle musiche popolari di altre nazioni alpine. Il Carnevale italiano è associato a diversi tipi di canzoni, in particolare il Carnevale di Bagolino, Brescia. Cori e ottoni fanno parte della festa di metà quaresima, mentre la tradizione della canzone di supplica si estende attraverso molte feste durante tutto l'anno.

### Strumenti
La strumentazione è parte integrante di tutti gli aspetti della musica popolare italiana. Esistono diversi strumenti che conservano le forme più antiche anche se i modelli più recenti si sono diffusi altrove in Europa. Molti strumenti italiani sono legati a certi rituali o occasioni, come la zampogna, la ciaramella o la cornamusa, che in genere vengono suonati solo a Natale. Gli strumenti folclorici italiani possono essere suddivisi in diverse categorie, tra le quali corde, fiati e percussioni. Tra gli strumenti comuni vi è la fisarmonica diatonica, una fisarmonica più strettamente associata al saltarello, essendo quest'ultima la più comune nell'Italia centrale, mentre le fisarmoniche cromatiche prevalgono nel nord. Molti comuni ospitano bande di ottoni, che si esibiscono con gruppi di revival delle radici; questi gruppi sono basati sul clarinetto, la fisarmonica, il violino e piccoli tamburi, decorati con campane.
Gli strumenti a fiato italiani comprendono una vasta varietà di flauti folclorici. Tra questi ci sono tubi, flauti globulari e trasversali, nonché varie varianti del flauto di pan. I doppi flauti sono più comuni in Campania, Calabria e Sicilia. Una brocca di ceramica chiamata quartara viene anche usata come strumento a fiato, soffiando attraverso un'apertura nel collo stretto della bottiglia; si trova nella Sicilia orientale e in Campania. Le cornamuse singole (ciaramella) e doppie (piffero) vengono comunemente suonate in gruppi di due o tre. Sono note molte cornamuse popolari, tra cui la zampogna dell'Italia centrale; I nomi dialettali per la zampogna variano in tutta Italia: baghèt a Bergamo, piva in Lombardia, müsa ad Alessandria, Genova, Pavia e Piacenza, e così via.

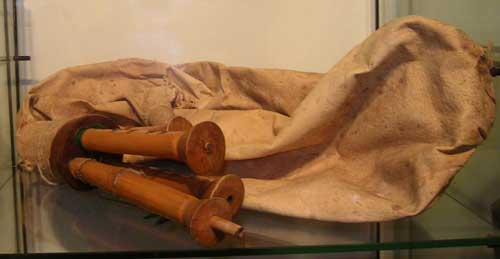
La zampogna, una cornamusa popolare.

Numerosi strumenti a percussione fanno parte della musica popolare italiana, tra cui blocchi di legno, campane, nacchere, tamburi. Diverse regioni hanno la loro forma distinta di sonagli, tra cui la raganella e le conocchie calabresi, un bastone da pastore con sonagli permanenti ed avente significato rituale di fertilità. Il sonaglio napoletano è il triccaballacca, fatto di diverse bacchette in una cornice di legno. Vi sono poi i tamburrini e il tamburello, come vari tipi di tamburi, quali il putipù e il tamburo a frizione. Il Tamburello, pur sembrando molto simile al tamburello occidentale contemporaneo, è in realtà suonato con una tecnica molto più articolata e sofisticata (influenzata dal modo di suonare mediorientale), dandogli una vasta gamma di suoni. Lo scacciapensieri è uno strumento peculiare, che si trova solo nel nord Italia e in Sicilia.
Gli strumenti a corda variano ampiamente in base alla località, e, tra questi, uno dei più conosciuti strumenti a corda italiani è il mandolino. Viggiano è sede di una significativa tradizione legata all'arpa, che ha una marcata presenza storica anche in Abruzzo, Lazio e Calabria.
La Calabria, da sola, possiede circa 30 strumenti musicali tradizionali, alcuni dei quali hanno caratteristiche fortemente arcaiche, nonché in gran parte estinti in altre parti d'Italia. La Calabria è anche la patria di una antica chitarra a quattro o cinque corde, chiamata chitarra battente, così come di un violino a tre corde, chiamato lira calabrese.. Un violino ad una corda, chiamato torototela, è comune nel nord-est del paese. Tra i sudtirolesi dell'Alto Adige è diffuso l'uso della cetra, mentre l'antico strumento della ghironda è presente in Emilia, Piemonte e Lombardia.
Tradizioni esistenti, radicate e diffuse, sono anche quelle legate alla produzione di strumenti pastorali realizzati con corteccia, canna, foglie, fibre e steli, come emerge, ad esempio, dalla ricerca di Fabio Lombardi.

### Danza
La danza è parte integrante delle tradizioni popolari in Italia. Alcune danze sono antiche e, in maniera più o meno radicata a seconda del luogo, esistono tuttora. Ci sono danze magico-rituali di propiziazione e danze del raccolto, tra cui le danze "di raccolta del mare" delle comunità di pescatori in Calabria e le danze della vendemmia in Toscana. Tra le danze famose troviamo la tarantella meridionale; forse la più iconica delle danze italiane. La tarantella è in 6/8 ed è legata ad un antico e variegato fenomeno rituale conosciuto come tarantismo, dal quale scaturisce anche la pizzica. Le famose danze toscane recitano ritualmente la caccia alla lepre, o mostrano lame in danze con armi che simulano o richiamano le mosse del combattimento, o usano le armi come strumenti stilizzati della danza stessa. Ad esempio, in alcuni villaggi nel nord Italia, le spade sono sostituite da mezzi cerchi di legno ricamati con il verde, simili alle cosiddette "danze della ghirlanda" nell'Europa settentrionale. Altra danza atta a simulare un combattimento è la danza delle spade praticata nel Salento. Vi sono poi anche danze di amore e di corteggiamento, come la danza duru-duru in Sardegna, tra varie altre.
Molte di queste danze sono attività di gruppo, il gruppo si organizza in file o cerchi; alcune - specie quelle danze di amore e di corteggiamento - coinvolgono le coppie, sia una singola che più coppie. La tammuriata (eseguita al suono della tammorra) è un ballo di coppia eseguito nel sud Italia e accompagnato da una canzone lirica chiamata strambotto. Altre danze per coppie sono indicate collettivamente come saltarello. Vi sono, tuttavia, anche danze soliste; le più tipica di queste sono le "danze di bandiera" di varie regioni d'Italia, in cui il danzatore, conosciuto come sbandieratore, si esibisce in coreografie realizzate attraverso il lancio di una bandiera fissata ad un'asta. Queste danze possono anche essere eseguite in gruppi di ballerini solisti che agiscono all'unisono o coordinando la bandiera che passa tra i ballerini. L'Italia settentrionale ospita anche la monferrina, una danza accompagnata che è stata incorporata nella musica d'arte occidentale dal compositore Muzio Clementi.
L'interesse accademico nello studio della danza dalle prospettive della sociologia e dell'antropologia è stato tradizionalmente trascurato in Italia, ma attualmente sta mostrando una rinnovata vita a livello universitario e post laurea.

## Musica popolare
La prima musica popolare italiana diffusasi ampiamente su scala nazionale fu l'opera tra il XVIII e il XIX secolo. A partire dall'Italia l'opera ha poi avuto una significativa e duratura influenza su tutta la musica classica occidentale, nonché sulla stessa musica popolare italiana. Le melodie d'opera si sono diffuse attraverso bande di ottoni e gruppi itineranti. La canzone napoletana è invece un esempio di tradizione musicale regionale che riscosse ampio successo in tutta l'Italia a partire dal XIX secolo, divenendo anche un'immagine iconica della musica italiana all'estero. Gli stili importati sono divenuti anch'essi popolari tra gli italiani, a cominciare dal Café chantant francese negli anni '90 del XIX secolo, per poi passare al jazz statunitense negli anni '10 del XX secolo. Fino all'avversione nei confronti della musica importata in epoca fascista, la musica e i musicisti statunitensi erano piuttosto popolari, per esempio, il grande jazzista Louis Armstrong girò l'Italia fino al 1935 con grande successo. A partire dagli anni '50 del XX secolo, un altro degli stili musicali di importazione divenuto popolare tra gli italiani fu il rock. La tradizione dei cantautori ebbe un grande sviluppo alla fine degli anni '60, mentre la scena rock italiana presto si diversificò in stili progressivi, punk, funk e folk.

### Prime canzoni popolari
L'opera italiana divenne immensamente popolare nel XIX secolo ed era conosciuta anche nelle zone più rurali del paese. La maggior parte dei villaggi ha avuto occasionali produzioni operistiche e le tecniche utilizzate nell'opera hanno influenzato le musiche popolari paesane. L'opera si è diffusa attraverso compagnie itineranti e bande di ottoni, concentrate in un villaggio locale. Queste bande civiche (banda comunale) usavano strumenti per eseguire arie d'opera, con tromboni o filicorni per le parti vocali maschili e le cornette per le parti femminili.
Anche la musica regionale nel XIX secolo divenne popolare in tutta Italia. Notevole tra queste tradizioni locali era la canzone napoletana. Anche se ci sono canzoni anonime e documentate provenienti da Napoli di molti secoli fa, il termine canzone napoletana ora si riferisce generalmente a una grande quantità di musica popolare relativamente recente, composta da 'O sole mio, Torna a Surriento e Funiculì funiculà. Nel XVIII secolo molti compositori, tra cui Alessandro Scarlatti, Leonardo Vinci e Giovanni Paisiello, contribuirono alla tradizione napoletana utilizzando la lingua locale per i testi di alcune delle loro opere comiche. Più tardi altri, il più famoso fu Gaetano Donizetti, composero canzoni napoletane che ottennero grande fama in Italia e all'estero. La tradizione della canzone napoletana si formalizzò negli anni trenta del secolo scorso con un concorso annuale di canzoni per l'annuale Festival di Piedigrotta, dedicato alla Madonna di Piedigrotta, nota chiesa nella zona di Mergellina a Napoli. La musica si identifica con Napoli, ma è famosa all'estero, essendo stata esportata sulle grandi ondate di emigrazione da Napoli e dall'Italia meridionale all'incirca tra il 1880 e il 1920. La lingua è un elemento estremamente importante della canzone napoletana, che è sempre scritta e rappresentata in napoletano. Le canzoni napoletane in genere usano armonie semplici e sono strutturate in due sezioni, un ritornello e versi narrativi, spesso in chiavi in maggiore o minore, in contrasto o in parallelo. In termini non musicali, ciò significa che molte canzoni napoletane possono suonare gioiose un minuto e malinconiche un attimo dopo.
La musica di Francesco Tosti era popolare all'inizio del XX secolo e viene ricordata per le sue canzoni leggere ed espressive. Il suo stile divenne molto popolare durante la Belle Époque ed è spesso noto come musica da salone. Le sue opere più famose sono Serenata, Addio e la popolare canzone napoletana Marechiaro, i cui testi sono del noto poeta dialettale napoletano, Salvatore di Giacomo.
La musica popolare registrata iniziò nel tardo XIX secolo, con stili internazionali che influenzarono la musica italiana alla fine degli anni '10; tuttavia, l'ascesa dell'autarchia, la politica fascista dell'isolazionismo culturale nel 1922 portò a un ritiro dalla musica popolare internazionale. Durante questo periodo i musicisti italiani famosi viaggiarono all'estero e impararono elementi del jazz, della musica latinoamericana e di altri stili. Queste musiche influenzarono la tradizione italiana, che si diffuse in tutto il mondo e fu ulteriormente diversificata in seguito alla liberalizzazione dopo la seconda guerra mondiale.
Sotto le politiche isolazioniste del regime fascista, che salì al potere nel 1922, l'Italia sviluppò una cultura musicale insulare. Le musiche straniere furono soppresse mentre il governo di Mussolini incoraggiava il nazionalismo e la purezza linguistica ed etnica. Artisti popolari, tuttavia, viaggiarono all'estero e riportarono nuovi stili e tecniche. Il jazz americano ha avuto un'influenza importante su cantanti come Alberto Rabagliati, che divenne noto per uno stile swingante. Elementi di armonia e melodia del jazz e del blues erano usati in molte canzoni popolari, mentre i ritmi venivano spesso dalle danze latine come il tango, la rumba e la beguine. I compositori italiani incorporarono elementi di questi stili, mentre la musica italiana, in particolare la canzone napoletana, entrò a far parte della musica popolare in tutta l'America Latina.

### Pop moderno
Tra i musicisti pop italiani più famosi degli ultimi decenni ci sono Domenico Modugno, Mina, Gigliola Cinquetti, Gianni Morandi, Adriano Celentano, Tony Dallara, Bobby Solo, Wilma Goich, Alida Chelli, Peppino Gagliardi, Sophia Loren, Milva, Patty Pravo, Mia Martini, Raffaella Carrà e, più recentemente, Zucchero Fornaciari, Mango, Claudio Baglioni, Vasco Rossi, Irene Grandi, Gianna Nannini e le superstar internazionali Eros Ramazzotti, Laura Pausini e Andrea Bocelli. I musicisti che compongono e cantano le loro canzoni sono chiamati cantautori. Le loro composizioni si concentrano tipicamente su temi di rilevanza sociale e sono spesso canzoni di protesta: questa ondata è iniziata negli anni '60 con musicisti come Fabrizio De André, Paolo Conte, Giorgio Gaber, Umberto Bindi, Gino Paoli e Luigi Tenco. I temi sociali, politici, psicologici e intellettuali, principalmente sulla scia del lavoro di Gaber e De André, divennero ancora più predominanti negli anni '70 attraverso autori come Lucio Dalla, Pino Daniele, Francesco De Gregori, Ivano Fossati, Francesco Guccini, Edoardo Bennato, Rino Gaetano e Roberto Vecchioni. Lucio Battisti, dalla fine degli anni '60 fino alla metà degli anni '90, ha fuso la musica italiana con il rock e il pop britannico e, ultimamente nella sua carriera, con generi come synthpop, rap, techno ed eurodance, mentre Angelo Branduardi e Franco Battiato hanno intrapreso la carriera più orientata alla tradizione della musica pop italiana. C'è qualche genere di incrocio tra i cantautori e quelli che sono visti come cantanti della "musica di protesta".
Le colonne sonore, sebbene siano secondarie al film, sono spesso acclamate dalla critica e molto popolari nel loro genere. Tra le prime musiche per i film italiani degli anni '30 fu il lavoro di Riccardo Zandonai con le colonne sonore dei film La Principessa Tarakanova (1937) e Caravaggio, il pittore maledetto (1941). Tra gli esempi del dopoguerra vi sono Goffredo Petrassi con Non c'è pace tra gli ulivi (1950) e Roman Vlad con Giulietta e Romeo (1954). Un altro noto compositore di musica da film fu Nino Rota, la cui carriera nel dopoguerra comprendeva le colonne sonore per i film di Federico Fellini e, più tardi, La serie Il Padrino. Altri importanti compositori di colonne sonore sono Ennio Morricone, Riz Ortolani e Piero Umiliani.

### Danza moderna
L'Italia è stata un paese importante per quanto riguarda l'electronic dance music, soprattutto sin dalla creazione dell'italo disco tra la fine degli anni '70 e l'inizio degli anni '80. Il genere, originato dalla discoteca, fondeva "melodie melodiche" con musica pop ed elettronica, facendo uso di sintetizzatori e drum machine, che spesso davano un suono futuristico. Secondo un articolo di The Guardian, in città come Verona e Milano, i produttori lavorerebbero con i cantanti, usando sintetizzatori e drum machine di massa e incorporandoli in un mix di musica sperimentale con una "sensibilità classic-pop" che dovrebbe essere mirato ai night club. Le canzoni prodotte sarebbero state vendute più tardi da etichette e aziende come la Discomagic di Milano. L'italo disco ha influenzato diversi gruppi elettronici, come i Pet Shop Boys, Erasure e New Order, oltre a generi come Eurodance, Eurobeat e freestyle. Verso il 1988, tuttavia, il genere si era fuso con altre forme di danza europea e musica elettronica, una delle quali era l'italo house. Italo house mescola elementi di italo disco con l'house music tradizionale; il suo suono era generalmente edificante e faceva un forte uso di melodie al pianoforte. Entro la seconda metà degli anni '90 è emerso un sottogenere di Eurodance noto come italo dance. Prendendo spunto dall'italo disco e dalla italo house, l'italo dance includeva generalmente i riff del sintetizzatore, un suono melodico e l'uso dei vocoder. Nel corso degli anni ci sono stati diversi importanti compositori e produttori di musica dance italiana, come Giorgio Moroder, che ha vinto tre Premi Oscar per la sua musica. È accreditato da AllMusic come "Uno dei principali architetti del suono da discoteca".

## Stili importati
Durante la Belle Époque, la moda francese di eseguire musica popolare al café-chantant si diffuse in tutta Europa. La tradizione aveva molto in comune con il cabaret, e c'è sovrapposizione tra café-chantant, café-concert, cabaret, music hall, vaudeville e altri stili simili, ma almeno nella sua manifestazione italiana, la tradizione è rimasta in gran parte apolitica, concentrandosi sulla musica leggera, spesso osé, ma non oscena. Il primo café-chantant in Italia fu il Salone Margherita, inaugurato nel 1890 nei locali della nuova Galleria Umberto a Napoli. Altrove in Italia, il Gran Salone Eden di Milano e il Music Hall Olympia di Roma furono aperti poco dopo. Il café-chantant era alternativamente conosciuto nella forma italianizzata di caffè-concerto. La cantante principale, di solito una donna, era chiamato una chanteuse in francese; il termine italiano, sciantosa, è stato coniato direttamente dal francese. Le stesse canzoni non erano francesi, ma erano canzoni allegre o leggermente sentimentali composte in italiano. Quella musica passò di moda con l'avvento della prima guerra mondiale.
L'influenza delle forme pop americane fu forte dalla fine della seconda guerra mondiale. I sontuosi numeri di show di Broadway, le big band, il rock and roll e l'hip hop continuano ad essere popolari. Anche la musica latina, in particolare la bossa nova brasiliana, è popolare e il genere portoricano del reggaeton sta rapidamente diventando una forma di musica dance tradizionale. Non è raro che artisti moderni pop italiani come Laura Pausini, Eros Ramazzotti, Zucchero Fornaciari o Andrea Bocelli pubblichino nuove canzoni in inglese o spagnolo in aggiunta o al posto di canzoni in italiano. Così, le revisioni musicali, che sono i programmi più comuni dell'attuale televisione italiana, possono facilmente passare, in una sola serata, da un numero di big band con ballerini a un imitatore di Elvis a un cantante pop che esegue un'interpretazione di un'aria pucciniana.
Il jazz si fece strada in Europa durante la prima guerra mondiale grazie alla presenza di musicisti americani nelle bande militari che suonavano musica sincopata. Eppure, anche prima, l'Italia ricevette un accenno della nuova musica dall'altra parte dell'Atlantico sotto forma di cantanti e ballerini creoli che si esibirono all'Eden Theatre di Milano nel 1904; si pubblicizzarono come i "creatori del cakewalk". Le prime vere orchestre jazz in Italia, tuttavia, furono formate negli anni '20 da bandleader come Arturo Agazzi e godettero di un immediato successo. Nonostante le politiche culturali anti-americane del regime fascista negli anni '30, il jazz americano rimase popolare.
Negli anni immediatamente successivi alla guerra, il jazz decollò in Italia. Tutti gli stili jazz americani del dopoguerra, dal bebop al free jazz e alla fusion, hanno i loro equivalenti in Italia. L'universalità della cultura italiana ha fatto sì che i club di jazz si diffondessero in tutta la penisola, che tutti gli studi radiofonici e televisivi avessero band house basate sul jazz, che i musicisti italiani iniziassero a coltivare una sorta di jazz domestico, basato su forme di canzoni europee, tecniche di composizione classica e musica popolare. Attualmente tutti i conservatori di musica italiana hanno dipartimenti di jazz, e ci sono festival del jazz ogni anno in Italia, il più noto dei quali è il Festival Umbria Jazz, e ci sono pubblicazioni di rilievo come la rivista Musica Jazz.
Il pop rock italiano ha prodotto grandi star come Zucchero Fornaciari e ha portato a molti successi. I media del settore, in particolare la televisione, sono veicoli importanti per tale musica; lo spettacolo televisivo Sabato Sera è caratteristico. L'Italia era in prima linea nel movimento del progressive rock degli anni '70, uno stile che si sviluppò principalmente in Europa ma conquistò anche un pubblico in altre parti del mondo. A volte è considerato un genere separato il rock progressivo in Italia. Gruppi italiani come The Trip, Area, Premiata Forneria Marconi (PFM), Arti e Mestieri, Banco del Mutuo Soccorso, New Trolls, Goblin, Osanna, Saint Just e Le Orme hanno incorporato un mix di rock sinfonico e musica folk italiana ed erano popolari in tutta Europa e negli Stati Uniti. Altre band progressive come Perigeo, Balletto di Bronzo, Museo Rosenbach, Rovescio della Medaglia, Biglietto per l'Inferno o Alphataurus rimasero poco conosciute, ma i loro album sono oggi considerati classici dai collezionisti. Alcune band o artisti di avanguardia (Area, Picchio dal Pozzo, Opus Avantra, Stormy Six, Saint Just, Giovanni Lindo Ferretti) hanno guadagnato notorietà per il loro suono innovativo. I concerti rock progressivi in Italia tendevano ad avere una forte venatura politica e un'atmosfera energica.
La scena hip hop italiana iniziò nei primi anni '90 con gli Articolo 31 di Milano, il cui stile era principalmente influenzato dal rap della East Coast. Gli altri primi gruppi dell'hip hop erano tipicamente orientati politicamente, come il 99 Posse, che in seguito divenne più influenzato dal trip hop britannico. Gruppi più recenti includono i gangsta rap come La Fossa in Sardegna. Altri stili importati di recente comprendono techno, trance ed electronica eseguiti da artisti come Gabry Ponte, Eiffel 65 e Gigi D'Agostino. L'hip hop è particolarmente caratteristico dell'Italia meridionale, un fatto ha contribuito a considerare da parte di alcuni osservatori la cultura meridionale come più "africana" che "europea", così come il concetto meridionale di rispetto e onore, una forma verbale di giostra medievale; entrambi i fatti hanno contribuito a identificare la musica del sud italiano con lo stile hip-hop afroamericano. Inoltre ci sono molte band in Italia che suonano uno stile chiamato Patchanka, che è caratterizzato da un misto di musica tradizionale, punk, reggae, rock e testi politici. I Modena City Ramblers sono una delle band più famose conosciute per il loro mix di irlandese, italiano, punk, reggae e molte altre forme di musica.
L'Italia è diventata anche una sede di numerosi progetti di fusione mediterranea. Tra questi figurano gli Al Darawish, una band multiculturale con base in Sicilia e guidata dal palestinese Nabil Ben Salaméh. La Luigi Cinque Tarantula Hypertext Orchestra è un altro esempio, così come l'album TaraGnawa dei Phaleg e Nour Eddine. Mango è uno degli artisti più noti che ha fuso il pop con la world e suoni mediterranei, album come Adesso, Sirtaki e Come l'acqua sono esempi del suo stile. Anche il popolare cantante napoletano Massimo Ranieri ha pubblicato un CD, Oggi o dimane, della tradizionale canzone napoletana con ritmi e strumenti nord africani.

## Industria

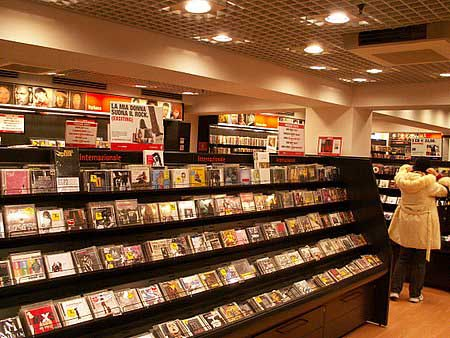
All'interno di un ipermercato Feltrinelli con file di CD.

Un recente rapporto di economia dice che l'industria musicale in Italia ha prodotto 2,3 miliardi di euro nel 2004. Tale somma si riferisce alla vendita di CD, elettronica musicale, strumenti musicali e vendita di biglietti per spettacoli dal vivo; rappresenta una crescita del 4,35% durante il 2004. La vendita effettiva di album musicali è leggermente diminuita, ma c'è stato un aumento compensativo della musica scaricata digitalmente a pagamento da siti approvati dal settore. A titolo di paragone, l'industria discografica italiana è all'ottavo posto nel mondo; gli italiani possiedono 0,7 album musicali pro capite rispetto agli Stati Uniti, al primo posto con 2.7. Il rapporto cita un aumento del 20% nel 2004 rispetto al 2003 delle royalties retribuite per la musica live e on-air.
A livello nazionale ci sono tre reti televisive gestite dallo stato e tre private. Tutte trasmettono musica dal vivo almeno una parte del tempo, dando lavoro a musicisti, cantanti e ballerini. Molte grandi città italiane dispongono anche di emittenti televisive locali, che possono offrire musica dal vivo o musica dialettale spesso di interesse solo nelle immediate vicinanze. Gli ipermercati di libri e CD sono entrati nel mercato italiano negli ultimi dieci anni. La più grande di queste catene è Feltrinelli, in origine una casa editrice negli anni '50. Nel 2001 ha raggiunto il livello di Multimedia Store e ora vende enormi quantità di musica registrata. Dal 2006 ci sono 14 mega store di questo tipo in Italia, con altri pianificati. FNAC è un'altra grande catena, originariamente francese. Ha sei grandi punti vendita in Italia. Questi negozi servono anche come sedi per spettacoli musicali, ospitando numerosi concerti a settimana.

## Locali, festival e vacanze

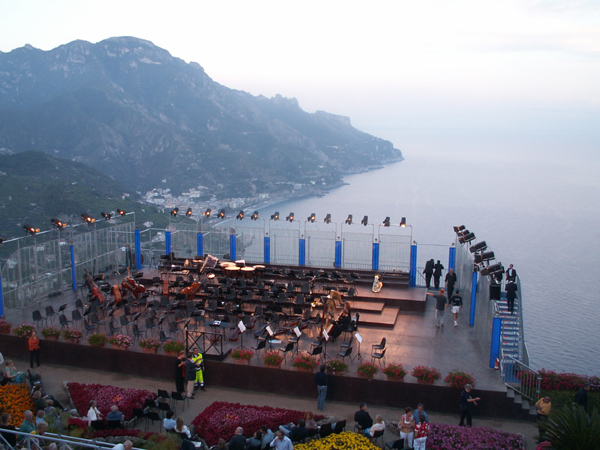
L'annuale Festival di Ravello è un luogo di musica popolare in Italia. Qui un'orchestra inizia ad allestire un palcoscenico affacciato sulla costiera amalfitana.

I locali per la musica in Italia comprendono concerti presso il molti conservatori musicali, sale sinfoniche e teatri d'opera. L'Italia ha anche molti noti festival musicali internazionali ogni anno, tra i quali il Festival dei Due Mondi a Spoleto, il Festival Puccini e il Festival Wagner di Ravello. Alcuni festival offrono locali ai compositori più giovani di musica classica producendo e mettendo in scena le opere vincenti nelle competizioni. Il vincitore, ad esempio, del Concorso Internazionale "Orpheus" per la New Opera e la musica da camera - oltre a vincere un considerevole premio in denaro - può vedere il suo lavoro musicale presentato al Festival di Spoleto. Ci sono anche dozzine di master class in musica sponsorizzati privatamente, che ogni anno allestiscono concerti per il pubblico. L'Italia è anche una destinazione comune per le orchestre conosciute dall'estero; in quasi ogni momento durante la stagione più impegnata, almeno un'orchestra importante di altre parti dell'Europa o del Nord America sta tenendo un concerto in Italia. Inoltre la musica pubblica può essere ascoltata in dozzine di concerti pop e rock durante tutto l'anno. L'opera all'aria aperta può anche essere ascoltata, ad esempio, nell'antico anfiteatro romano, l'Arena di Verona.

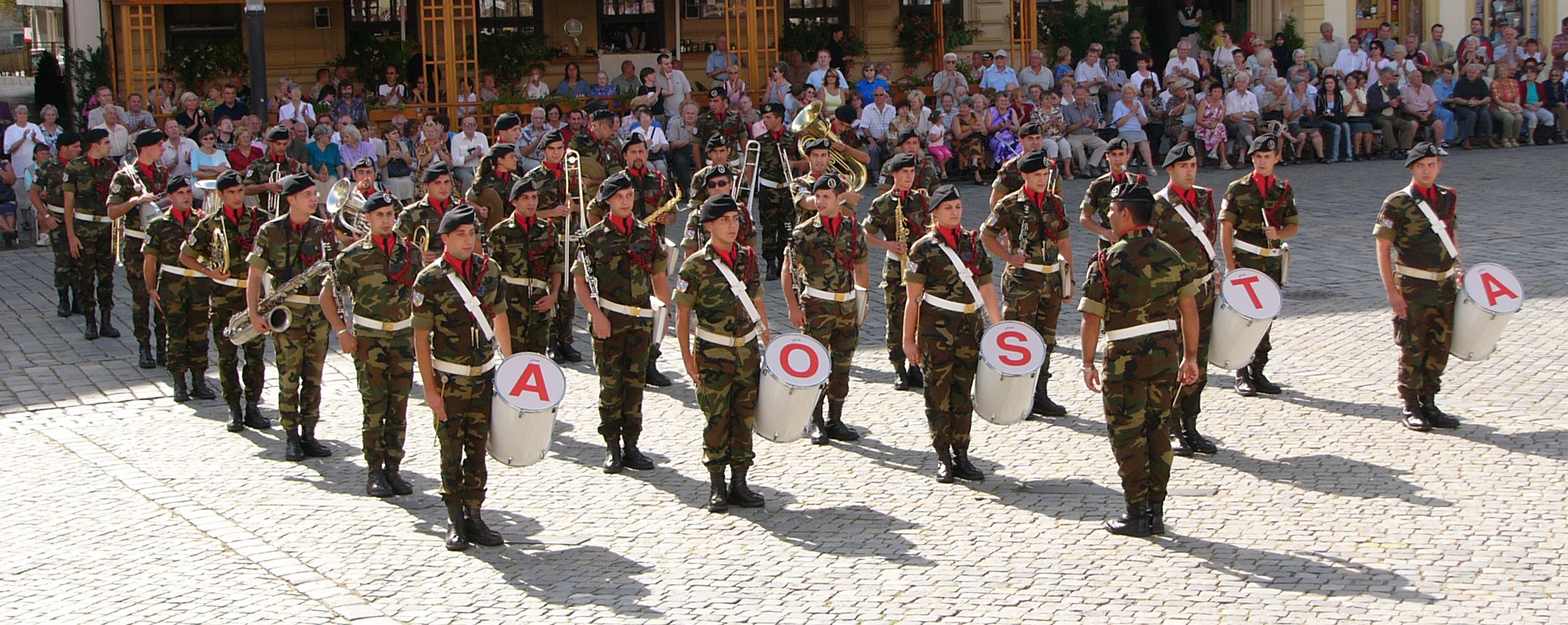
Una banda musicale dell'Esercito Italiano

Anche le bande militari sono popolari in Italia. A livello nazionale una delle più note è la Banda musicale della Guardia di Finanza (Dogana italiana/Polizia di frontiera); si esibisce molte volte all'anno.
Molti teatri inoltre organizzano abitualmente non solo traduzioni italiane di musical americani, ma anche vere commedie musicali italiane, come vengono chiamate dal termine inglese musical. In italiano, questo termine descrive una sorta di dramma musicale non originario dell'Italia, una forma che utilizza l'idioma americano del jazz-pop e la musica e i ritmi rock per portare avanti una storia in una combinazione di canzoni e dialoghi.
La musica nei rituali religiosi, in particolare in quelli cattolici, si manifesta in vari modi. Le band parrocchiali, per esempio, sono abbastanza comuni in tutta Italia. Possono essere piccole con quattro o cinque membri o arrivare fino a 20 o 30. Si esibiscono comunemente in feste religiose caratteristiche di una particolare città, di solito in onore del santo patrono della città. I capolavori orchestrali / corali storici eseguiti in chiesa da professionisti sono ben noti; questi comprendono opere come lo Stabat Mater di Giovanni Battista Pergolesi e il Requiem di Verdi. Il Concilio Vaticano II, dal 1962 al 1965, rivoluzionò la musica nella Chiesa cattolica romana, portando ad un aumento del numero dei cori amatoriali che si esibiscono regolarmente per i vari servizi religiosi; il Concilio ha anche incoraggiato il canto congregazionale degli inni e negli ultimi 40 anni è stato composto un vasto repertorio di nuovi inni.

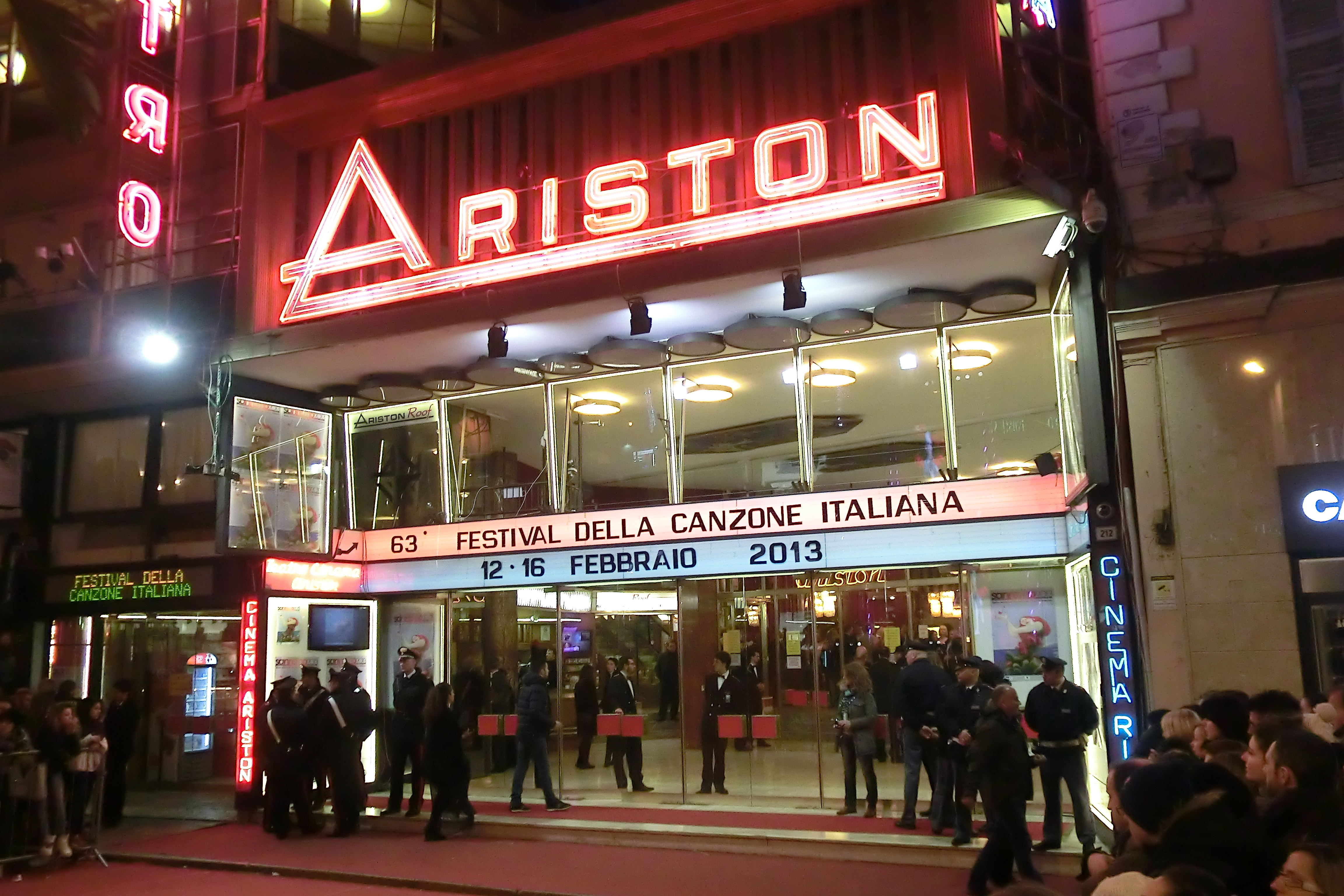
Festival di Sanremo 16 febbraio 2013

Non c'è molta musica natalizia originale dell'Italia. Il più famoso canto natalizio italiano è "Tu scendi dalle stelle", le parole italiane moderne che furono scritte da Papa Pio IX nel 1870. La melodia è una versione in chiave maggiore di una vecchia canzone napoletana più antica, "Quanno nascette Ninno" di Alfonso Maria de' Liguori. Oltre a questo gli italiani in gran parte cantano traduzioni di canti che provengono dalla tradizione tedesca e inglese ("Silent Night", per esempio). Non c'è musica nativa laica natalizia italiana, il che spiega la popolarità delle versioni in lingua italiana di "Jingle Bells" e "White Christmas".
Il Festival di Sanremo è un luogo importante per la musica popolare in Italia. Si tiene ogni anno dal 1951 e va in scena al Teatro Ariston di Sanremo. Dura una settimana a febbraio e offre ai veterani e ai nuovi artisti la possibilità di presentare nuove canzoni. Vincere il concorso è stato spesso un trampolino di lancio per il successo del settore. Il festival è trasmesso in televisione a livello nazionale per tre ore a notte, è ospitato dai più noti personaggi televisivi italiani ed è stato un trampolino di lancio per artisti come Domenico Modugno, forse il più famoso cantante pop italiano degli ultimi 50 anni.
Gli spettacoli televisivi di varietà sono la sede più adatta per la musica popolare. Cambiano spesso, ma Buona Domenica, Domenica In e I raccomandati sono popolari. La trasmissione musicale più duratura in Italia è La Corrida - Dilettanti allo sbaraglio, un programma settimanale di tre ore di dilettanti e aspiranti musicisti. Iniziò alla radio nel 1968 e si è trasferito in TV nel 1988. Il pubblico in studio porta campanacci e sirene e sono incoraggiati a mostrare una disapprovazione bonaria. La città con il maggior numero di concerti rock (di artisti nazionali e internazionali) è Milano, con un numero vicino alle altre capitali europee della musica, come Parigi, Londra e Berlino.

## Istruzione

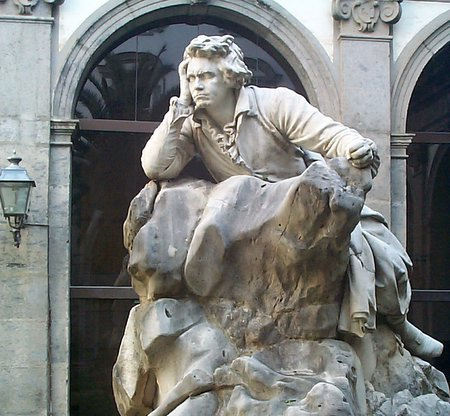
Statua di Beethoven Conservatorio di Napoli

Molti istituti di istruzione superiore insegnano musica in Italia. Circa 75 conservatori di musica offrono formazione avanzata per futuri musicisti professionisti. Ci sono anche molte scuole private di musica e laboratori per la costruzione e la riparazione di strumenti. Anche l'insegnamento privato è abbastanza comune in Italia. Gli studenti delle scuole elementari e delle superiori possono aspettarsi di avere una o due ore settimanali di insegnamento musicale, generalmente in canto corale e teoria musicale di base, sebbene le opportunità parascolastiche siano rare. Sebbene la maggior parte delle università italiane abbia classi in materie correlate come la storia della musica, le esecuzioni musicali non sono una caratteristica comune dell'istruzione universitaria.
L'Italia ha un sistema specializzato di scuole superiori; gli studenti frequentano, a loro scelta, una scuola superiore per studi umanistici, scienze, lingue straniere o arte e musica (nel "liceo musicale", dove gli strumenti, la teoria musicale, la composizione e la storia musicale vengono insegnati come materia principale). L'Italia ha programmi ambiziosi e recenti per avvicinare i bambini a più musica. Inoltre con la recente riforma dell'istruzione, uno specifico Liceo musicale e coreutico (scuola secondaria di II livello, età 14-15-18-19) è esplicitamente indicato dai decreti legge. Eppure questo tipo di scuola non è stato istituito e non è effettivamente operativo. La rete televisiva statale ha avviato un programma per utilizzare la moderna tecnologia satellitare per trasmettere musica corale nelle scuole pubbliche.

## Studi
La cultura nel campo del collezionismo, della conservazione e della catalogazione di tutte le varietà musicali è vasta. In Italia, come altrove, questi compiti sono distribuiti tra diverse agenzie e organizzazioni. La maggior parte dei grandi conservatori di musica conserva reparti che sovrintendono alla ricerca connessa con le proprie collezioni. Tale ricerca è coordinata su scala nazionale e internazionale tramite Internet. Un'importante istituzione in Italia è IBIMUS, l'Istituto di Bibliografia Musicale, a Roma. Lavora con altre agenzie su scala internazionale attraverso il RISM, il Répertoire International des Sources Musicales, un inventario e un indice di materiale di provenienza. Inoltre la Discoteca di Stato di Roma, fondata nel 1928, detiene la più grande collezione pubblica di musica registrata in Italia con circa 230.000 esempi di musica classica, musica folk, jazz e rock, registrati su tutti i mezzi dagli antichi cilindri di cera fino ai moderni sistemi elettronici.
Lo studio accademico della musica tradizionale italiana iniziò intorno al 1850, con un gruppo di primi etnografi filologici che studiarono l'impatto della musica su un'identità nazionale pan-italiana. Un'identità italiana unificata iniziò a svilupparsi solo dopo l'integrazione politica della penisola nel 1860. L'attenzione era allora sul valore lirico e letterario della musica, piuttosto che sulla strumentazione; questa focalizzazione rimase fino all'inizio degli anni '60. Due riviste folcloristiche contribuirono a incoraggiare il fiorente campo di studi, la Rivista Italiana delle Tradizioni Popolari e Lares, fondate rispettivamente nel 1894 e nel 1912. I primi importanti studi musicali furono sulle launeddas sarde del 1913-1914 di Mario Giulio Fara, sulla musica siciliana, pubblicata nel 1907 e nel 1921 da Alberto Favara e sulla musica dell'Emilia Romagna nel 1941 di Francesco Balilla Pratella.
Le prime registrazioni della musica tradizionale italiana arrivarono negli anni '20, ma furono rare fino alla fondazione del Centro Nazionale Studi di Musica Popolare presso l'Accademia Nazionale di Santa Cecilia a Roma. Il Centro sponsorizzò numerosi viaggi per la raccolta di canzoni attraverso la penisola, in particolare nell'Italia meridionale e centrale. Giorgio Nataletti fu una figura determinante nel Centro e fece anche numerose registrazioni. Lo studioso americano Alan Lomax e l'italiano Diego Carpitella fecero un'indagine esaustiva sulla penisola nel 1954. All'inizio degli anni '60 un radicale risveglio incoraggiò ulteriori studi, specialmente delle culture musicali del nord, che molti studiosi avevano in precedenza considerato come piccola cultura popolare . I più eminenti studiosi di questo periodo furono Roberto Leydi, Ottavio Tiby e Leo Levi. Durante gli anni '70 a Leydi e Carpitella furono assegnate le prime due cattedre di etnomusicologia nelle università, con Carpitella all'Università di Roma e Leydi all'Università di Bologna. Negli anni '80 gli studiosi italiani iniziarono a concentrarsi meno sulla realizzazione di registrazioni e più sullo studio e sulla sintesi delle informazioni già raccolte. Altri hanno studiato la musica italiana negli Stati Uniti e in Australia e le musiche popolari dei recenti immigrati in Italia.

### Registrazioni audio
- Roberto Leydi, Italia vol. 1: i balli, gli strumenti, i canti religiosi, Disco LP, Vedette-Albatros VPA 8082, 1969.
- Roberto Leydi, Italia vol. 2: la canzone narrativa lo spettacolo popolare, Disco LP, Vedette-Albatros VPA 8082, 1969.
- Diego Carpitella e Alan Lomax, The Folk Music of Northern Italy. The Folk Music of Central Italy, in The Columbia World Library of Folk and Primitive Music, 15, Disco LP, Columbia KL 5173, 1957.
- Diego Carpitella e Alan Lomax, The Folk Music of Southern Italy and the Islands, in The Columbia World Library of Folk and Primitive Music, 16, Disco LP, Columbia KL 5174, 1957.
- Diego Carpitella e Alan Lomax, Music and Song of Italy, Disco LP, Tradition Records TLP 1030, 1958.
- Roberto Murolo, Napoletana, antologia cronologica della canzone partenopea, 12 LP (ripubblicati in 9 CD), Milano, Durium, 1963.